# 筧正鋪
筧 正鋪（かけい まさはる）は、江戸時代中期の江戸幕府旗本。享保の改革下で勘定奉行を務め、新田開発とその検地に多くの功績を残した。

## 経歴
父の正時は筧氏嫡流から分かれた筧正成の子で、さらに分家して長兄の忠明がその後継となり、また次兄の義峯は母方の三浦氏を継承している。延宝3年（1675年）19歳で将軍徳川家綱に御目見。延宝6年（1678年）大番に列し、延宝8年（1680年）禄200俵となって別家を立てた。貞享4年（1687年）組頭に転じ、元禄元年（1689年）200俵を加増。享保元年（1716年）目付に任じられ、加増によって蔵米知行を地方知行に改められ三河国幡豆郡・宝飯郡内に500石を領した。享保4年（1719年）兄忠明の子・忠重が嗣子無く死去したため、長男正延がその家督を継いでいる。
享保5年（1720年）勘定奉行に進み、三河国宝飯郡・碧海郡内に加増を受け1000石となる。享保6年（1721年）将軍徳川吉宗が三奉行の裁断を実見した際、黄金3枚を賜る。勘定奉行在任中は享保の改革による新田開発奨励策を受け、紀州流の治水家として高い実績を持っていた井沢弥惣兵衛（後に勘定吟味役）とともに農政に携わる。享保12年（1727年）下総国猿島郡・結城郡にまたがる飯沼を干拓して飯沼新田を開発し、新田の検地を行う。その他武蔵国足立郡見沼干拓による見沼代用水の造成など弥惣兵衛の治水事業をよく監督し、各国の新田検地を担当した。享保12年（1727年）従五位下播磨守に叙任。享保19年（1234年）老齢によって勘定奉行を辞職して寄合に退いたが、飯沼新田開発の功によって黄金5枚を賜っている。
元文2年（1737年）80歳で死去。実子正延は甥・忠重の養嗣子となっていたため忠重の弟・正昴を養嗣子としていたが、正昴は享保19年（1234年）に死去していたため、その子の正堅が家督を継いだ。